# LaRoy (Film)
LaRoy (auch LaRoy, Texas) ist eine Schwarze Komödie von Shane Atkinson. In dem Film spielt John Magaro einen Mann, der plant, sich das Leben zu nehmen, als er von der Untreue seiner Ehefrau erfährt, bei dem Versuch allerdings mit einem Auftragskiller verwechselt wird. Der Thriller feierte im Juni 2023 beim Tribeca Film Festival seine Premiere und kam im April 2024 in die US-amerikanischen, französischen und österreichischen Kinos.

## Handlung
Ray Jepsen lebt in der kleinen Stadt LaRoy in Texas und betreibt gemeinsam mit seinem viel attraktiveren Bruder einen Baumarkt. Er kann es immer noch nicht fassen, dass Stacy-Lynn ihn geheiratet hat, war sie doch mal Schönheitskönigin. Als sein Freund Skip, der als Privatdetektiv tätig ist, Ray erzählt, dass Stacy-Lynn eine Affäre mit einem anderen Mann hat, beschließt er, sich umzubringen. Er will sich auf dem Parkplatz eines Motels erschießen, doch bevor er abdrücken kann, spricht ihn ein Fremder an, der ihn für einen Auftragskiller hält und ihm einen Umschlag mit einer Menge Bargeld und eine Adresse überreicht.
Um seine Selbstachtung und seine Frau zurückzugewinnen, beschließt Ray, den Job zu übernehmen. Bald schon wünscht er sich, er hätte sich stattdessen doch selbst umgebracht.

## Produktion

### Filmstab, Besetzung und Dreharbeiten

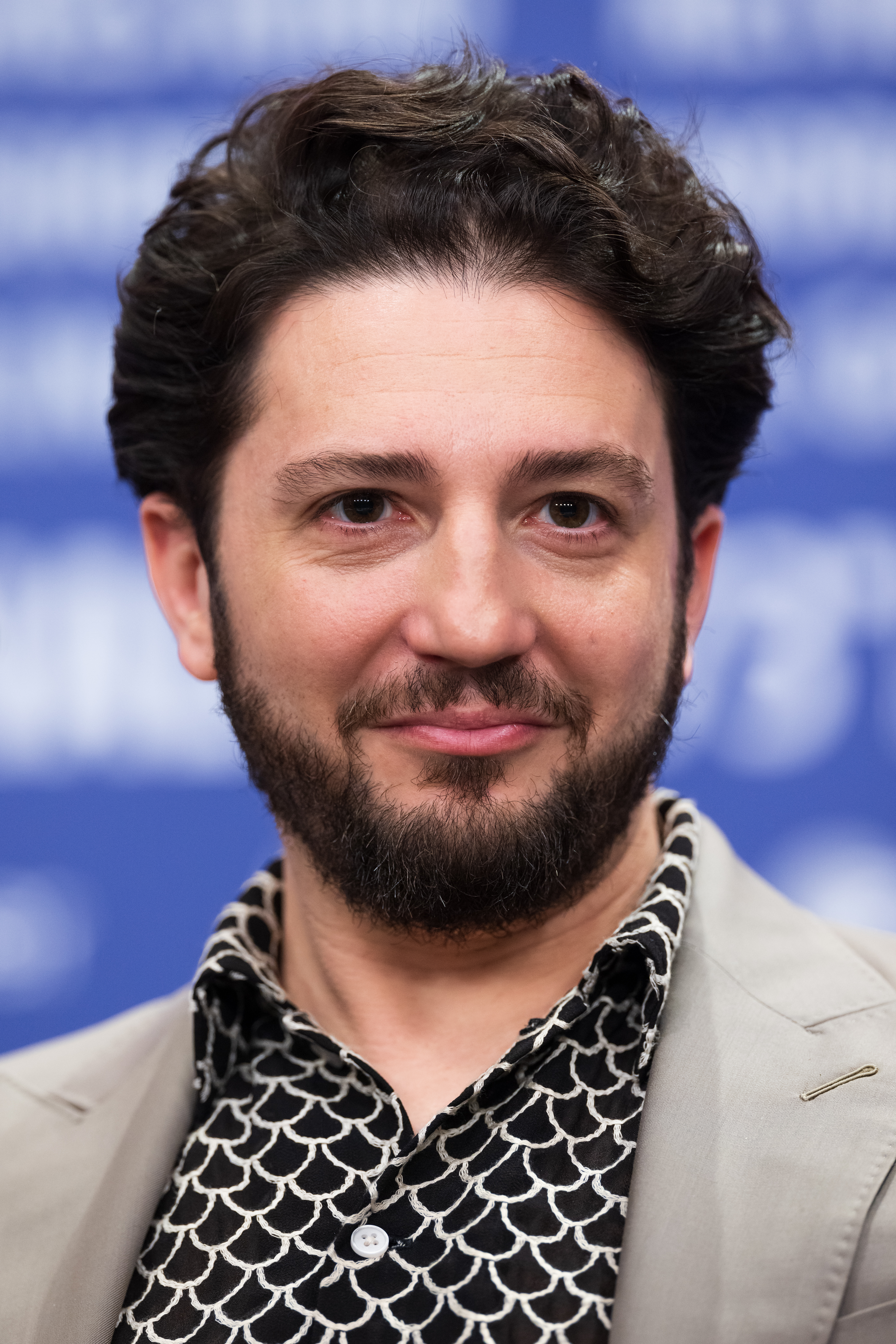
John Magaro spielt in der Hauptrolle Ray Jepsen

LaRoy ist eine Koproduktion zwischen Frankreich, den USA und Österreich mit Caddy Vanasirikul, Sébastien Aubert, Jérémie Guiraud und der Österreicherin Elly Senger-Weiss als Produzenten.
Regie führte Shane Atkinson, der auch das Drehbuch schrieb. Er arbeitete zehn Jahre an dem Drehbuch und thematisiert in diesem auch die Finanzkrise in den USA. Es handelt sich um sein Regiedebüt bei einem Spielfilm.
John Magaro und Steve Zahn spielen in den Hauptrollen Ray Jepsen und den mit ihm befreundeten Skip. Megan Stevenson spielt Rays Ehefrau Stacy-Lynn und Matthew Del Negro seinen von allen Junior genannten Bruder. Dylan Baker ist in der Rolle des Mannes zu sehen, der Ray für einen Auftragskiller hält. Brad Leland spielt in einer kleinen Rolle den Autohändler Adam LeDoux.
Die Dreharbeiten fanden im Sommer 2022 in New Mexico statt, unter anderem in Albuquerque, und dauerten 30 Tage. Als Kameramann fungierte Mingjue Hu.

### Filmmusik und Veröffentlichung
Die Filmmusik komponierten Delphine Malaussena, Rim Laurens und Clément Peiffer. Das Soundtrack-Album mit insgesamt 17 Musikstücken wurde Anfang September 2023 von Music Box Publishing als Download veröffentlicht.
Die Premiere des Films erfolgte am 8. Juni 2023 beim Tribeca Film Festival. Anfang September 2023 wurde er beim Festival des amerikanischen Films in Deauville im Hauptwettbewerb vorgestellt. Im Oktober 2023 wurde der Film bei der Viennale gezeigt und im November 2023 beim Mar del Plata International Film Festival. Im Januar 2024 wurde er beim Palm Springs International Film Festival vorgestellt. Am 12. April 2024 kam der Film in ausgewählte US-Kinos. Ebenfalls im April 2024 wurde er beim Reims Polar crime-film festival gezeigt. Am 17. April 2024 kam LaRoy in die französischen und am 26. April 2024 in die österreichischen Kinos.

## Rezeption

### Kritiken
Von den bei Rotten Tomatoes aufgeführten Kritiken sind alle positiv bei einer durchschnittlichen Bewertung mit 7,4 von 10 möglichen Punkten. Immer wieder wurde LaRoy dabei mit der Arbeit der Coen-Brüder verglichen.
Susanne Gottlieb schreibt in ihrer Kritik im Online-Kinomagazin Cineuropa, im Film gebe es eine Fülle von Missverständnissen, zerbrechlichen männlichen Egos und blutenden Leichen. Shane Atkinson zeige in seinem Film mit viel Herz und subtilem Humor, wie der Traum, groß rauszukommen und eine Art männliche Daseinsberechtigung weiter zu festigen, in einem Land wie diesem, das nicht darauf vorbereitet ist, sich mit seinen Schattenseiten auseinanderzusetzen, nur nach hinten losgehen kann. Er überlade diese pechschwarze Komödie aber nie mit tristen Tönen oder düsterem Realismus, sondern tauche LaRoy vielmehr in warme, sonnige Gelbtöne und in Country-Musik. Mit den freundlich grinsenden Bürgern erscheine die verträumte Stadt LaRoy als ein Ort, an dem man sich entspannen kann.
Robert Daniels lobt in seiner Kritik bei rogerebert.com die Chemie zwischen John Magaro und Steve Zahn. Der Film werde zusätzlich durch seine alberne Gewalt, die Fargo nicht unähnlich sei, und die von dem Bösen überwältigten Männer, No Country for Old Men nicht unähnlich, belebt.

### Auszeichnungen
Festival des amerikanischen Films 2023
- Auszeichnung als Bester Film im Hauptwettbewerb
- Auszeichnung mit dem Critics Award
- Auszeichnung mit dem Publikumspreis[21]

Mar del Plata International Film Festival 2023
- Nominierung im Wettbewerb[11]

Satellite Awards 2025
- Nominierung als Beste Komödie/Musical
- Nominierung als Bester Hauptdarsteller – Komödie/Musical (John Magaro)[22]

Tribeca Film Festival 2023
- Nominierung für die Beste Regie – New Narrative (Shane Atkinson)[1]